# Metekel (zone)
Pour l'ancien awraja Metekel, voir Godjam.
La zone Metekel est l'une des trois zones de la région Benishangul-Gumuz en Éthiopie.

## Géographie
La zone Metekel est bordée par le Soudan au nord-ouest, par la zone Semien Gondar de la région Amhara au nord, par le woreda spécial Pawe au nord-est, par la zone Agew Awi de la région Amhara au nord-est et à l'est, et par la zone Kamashi au sud.
Ses principaux reliefs seraient le mont Belaya[à vérifier] à près de 2 300 m d'altitude au nord de Manbuk et les monts Culan Sancai au-dessus de 2 500 m d'altitude à l'ouest de Debre Zeit.
Elle est baignée par le Nil Bleu au sud, la rivière Beles au centre et la rivière Dinder au nord[réf. souhaitée].

## Histoire
La zone Metekel reprend le nom et une partie du territoire de l'awraja Metekel dans l'ancienne province du Godjam.
Le woreda Pawe, qui faisait encore partie de la zone Metekel au recensement de 1994, se transforme en 2007 en woreda spécial rattaché directement à la région Benishangul-Gumuz.
La mise en service du barrage de la Renaissance sur le Nil Bleu est annoncée pour 2021.
Les conflits armés de 2019-2022 font de nombreuses victimes dans la zone Metekel.

## Woredas
La zone Metekel est composée de six woredas, :
- Bulen
- Dangur
- Dibate
- Guba
- Mandura
- Wenbera

## Démographie
D'après le recensement national de 2007 réalisé par l'Agence centrale de la statistique (Éthiopie), la zone Metekel compte 276 367 habitants et 86 % de la population est rurale.
Avec une superficie de 25 688,22 km2[réf. souhaitée], la densité de population est de 11 personnes par km2.
La principale agglomération est Manbuk avec 8 352 habitants en 2007 suivie par Dibate (7 399 habitants en 2007), Bulen (6 531), Debre Zeit (5 476) et Genete Mariam (4 556).
| Woreda  | Population 2007 | Agglomérations,             |
| ------- | --------------- | --------------------------- |
| Bulen   | 45 523          | Bulen                       |
| Dangur  | 48 537          | Manbuk                      |
| Dibate  | 66 654          | Dibate                      |
| Guba    | 14 907          | Mankush                     |
| Mandura | 40 746          | Genete Mariam, Gelgel Beles |
| Wenbera | 60 000          | Debre Zeit                  |

En 2020, la population de la zone est estimée, par projection des taux de 2007, à 364 807 personnes.